# Robert Reinhold
Robert Reinhold (født 3. juni 1963) er en dansk skuespiller. Blandt børn er han nok bedst kendt i diverse biroller i rollespilsserien Barda.

## Filmografi
- Mørkeleg (1996)
- Slip hestene løs (2000)
- Charlie Butterfly (2002)
- Ambulancen (2005)
- Flammen og Citronen (2008)

### Tv-serier
- Bryggeren (1996-1997)
- TAXA (1997-1999)
- Ved stillebænken (1999-2000)
- Rejseholdet (2000-2003)
- Hotellet (2000-2002)
- Forsvar (2003)
- Ørnen (2004)
- Barda (2006)
- Forbrydelsen (2007)
- Mille (2009)
- Tidsrejsen (tv-julekalender, 2014)